# Komisja Budżetu i Finansów Publicznych
Komisja Budżetu i Finansów Publicznych wchodzi w skład stałych komisji senackich. Została utworzona 20 listopada 2008 uchwałą Senatu w sprawie zmiany Regulaminu Senatu. Przedmiotem działania komisji są:
- system finansowy państwa (w tym polityka pieniężna, dochody i wydatki budżetu państwa, fundusze celowe, kontrola skarbowa),
- rachunkowość,
- prawo dewizowe,
- funkcjonowanie rynku finansowego (w tym bankowość, ubezpieczenia, fundusze inwestycyjne, papiery wartościowe).

## Prezydium Komisji w Senacie XI kadencji
- Kazimierz Kleina (KO) - przewodniczący
- Leszek Czarnobaj (KO) - zastępca przewodniczącego
- Janusz Pęcherz (KO) - zastępca przewodniczącego

## Prezydium Komisji w Senacie X kadencji
- Kazimierz Kleina (KO) - przewodniczący
- Paweł Arndt (KO) - zastępca przewodniczącego
- Grzegorz Bierecki (PiS) - zastępca przewodniczącego
- Leszek Czarnobaj (KO) - zastępca przewodniczącego

## Prezydium Komisji w Senacie IX kadencji
- Grzegorz Bierecki (PiS) - przewodniczący
- Kazimierz Kleina (PO) - zastępca przewodniczącego
- Krzysztof Mróz (PiS) - zastępca przewodniczącego
- Tadeusz Romańczuk (PiS) - zastępca przewodniczącego

## Prezydium Komisji w Senacie VIII kadencji
- Kazimierz Kleina (PO) - przewodniczący
- Grzegorz Bierecki (PiS) - zastępca przewodniczącego
- Piotr Gruszczyński (PO) - zastępca przewodniczącego

## Prezydium Komisji w Senacie VII kadencji
- Kazimierz Kleina (PO) - przewodniczący
- Grzegorz Czelej (PiS) - zastępca przewodniczącego
- Henryk Maciej Woźniak (PO) - zastępca przewodniczącego